# Артур, Джордж
Джордж Артур (21 июня 1784 — 19 сентября 1854) — британский государственный деятель. Лейтенант-губернатор Британского Гондураса (1814—1822), Земли Ван-Димена (1823—1837), Верхней Канады (1838—1841); губернатор Бомбея (1842—1846).

## Биография
Джордж Артур родился в Плимуте 21 июня 1784 года в семье корнского происхождения. В 1804 году вступил в армию в звании энсина, с июля 1805 года — лейтенант. В 1806 году участвовал в антинаполеоновской кампании в Италии, а в 1807 — в Египте, где был ранен. В 1808 году служил на Сицилии в чине капитана, а в 1809 принимал участие в Голландской экспедиции.
В 1814 году Джордж Артур был назначен лейтенант-губернатором Британского Гондураса, имея при этом также звание полковника. Его сообщения о подавлении восстания рабов были замечены Уильмом Уилберфорсом и способствовали отмене рабства в Британской империи.
С 1824 года Джордж Артур стал лейтенант-губернатором Земли Ван-Димена, которая была в те годы одной из каторжных колоний Британии. Там он вёл активные военные действия против коренного населения, получившие название «Чёрная война». Неспособность провести реформы каторжной системы вкупе с авторитарными методами правления привели к его отставке и возвращению в Англию в марте 1837 года.
В том же году в звании генерал-майора он был назначен лейтенант-губернатором Верхней Канады. Там он сыграл важную роль в подавлении восстания. Он не сумел ограничить влияние «Семейного пакта» на колониальную администрацию и был сменён на своём посту Дж. Дж. Лэмбтоном. После объединения Верхней и Нижней Канады в 1841 Джордж Артур получил должность вице-губернатора, но в том же году вернулся в Англию, где за заслуги получил наследственный титул баронета.
С 1842 по 1846 год был губернатором Бомбея в Британской Индии, где поддержал проект одной из первых в стране железных дорог.
По возвращении в Британию Джордж Артур стал членом Тайного совета, а в 1854 году, незадолго до смерти, получил звание генерал-лейтенанта.